# Návrší
Návrší (németül Rolessengrün) korábban önálló település, jelenleg Tuřany község településrésze Csehországban a Karlovy Vary-i kerület Chebi járásában.

## Fekvése
Csehország nyugati peremén, Tuřany-tól 1 km-re északra fekszik.

## Története
Az első világháború után az akkor megalapított Csehszlovákiához csatolták. 1938 és 1945 között a Nagynémet Birodalomhoz tartozott. A második világháború után a csehszlovák nemzetállami törekvések, német lakosságának kitelepítéséhez vezettek. A csehszlovák hatóságok 1948-ban Návrší-ra nevezték át és Tuřany községhez csatolták. A 2001-es adatok szerint 13 lakóháza 25 személy állandó lakhelye.

## Nevezetességek
- Csehszlovákia felszabadítóinak emlékműve

## Fordítás
- Ez a szócikk részben vagy egészben a Návrší (Tuřany) című cseh Wikipédia-szócikk ezen változatának fordításán alapul.  Az eredeti cikk szerkesztőit annak laptörténete sorolja fel. Ez a jelzés csupán a megfogalmazás eredetét és a szerzői jogokat jelzi, nem szolgál a cikkben szereplő információk forrásmegjelöléseként.